# Аква
„Аква“ (Aqua) е денс поп музикална група от Копенхаген, Дания в състав от норвежката вокалистка Лени Нистрьом и 3-ма датчани.
Сформирана е през 1989 г. като датско мъжко дуо от Сьорен Растед и Клаус Норин под името „Joyspeed“, след което заедно с Рене Диф и Лени Нистрьом приема лесно запомнящото се латинско име на водата Aqua.
Придобиват световна известност през 1997 г. с няколко големи хита: Barbie girl, My oh my и Doctor Jones.